# Tanjung Lesung
Pantai Tanjung Lesung es una playa ubicada en Pandeglang, Banten, en el sector occidental de la isla de Java. Está a 160 kilómetros de la ciudad capital de Indonesia, Yakarta, y puede llegarse a ella mediante transporte público o automóvil en tres o cuatro horas. Se le conoce como un balneario con vistas marinas; cuenta con un borde costero de quince kilómetros de arena blanca. El área fue declarada como "patrimonio cultural" porque está cerca del parque nacional Ujung Kulon, el monte Krakatau y la isla de Umang.
Tanjung Lesung fue presentada por el Gobierno indonesio como una zona económica especial en el sector del turismo en 2012 y fue declarada lista para operar en febrero de 2015. Según el Gobierno, se espera que más de un millón de turistas nacionales y extranjeros lleguen al balneario en 2019.
La playa fue golpeada y dañada fuertemente por el tsunami del estrecho de la Sonda de diciembre de 2018, falleciendo en el lugar varias personas, entre las que se encuentran varios miembros de la banda Seventeen.